# Plotheia cristulina
Plotheia cristulina är en fjärilsart som beskrevs av Jean Baptiste Boisduval. Plotheia cristulina ingår i släktet Plotheia och familjen trågspinnare. Inga underarter finns listade i Catalogue of Life.